# Viscount Davidson

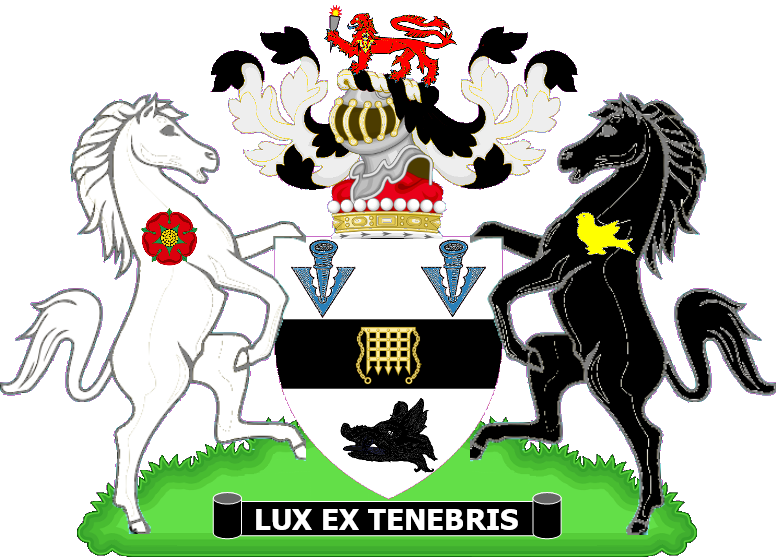
Wappen der Viscounts Davidson

Viscount Davidson, of Little Gaddesden in the County of Hertford, ist ein erblicher britischer Adelstitel in der Peerage of the United Kingdom. 

## Verleihung
Der Titel wurde am 11. Juni 1937 für den konservativen Politiker Sir J. C. C. Davidson geschaffen. Dieser war über 17 Jahre Abgeordneter im House of Commons und mehrere Jahre auch Chancellor of the Duchy of Lancaster gewesen.

## Weiterer Titel
Die Ehefrau des ersten Viscounts Frances Davidson, Viscountess Davidson, wurde als Nachfolgerin ihres Ehemannes in dessen Wahlkreis als Abgeordnete in das House of Commons gewählt, dem sie bis Oktober 1959 angehörte. 1964 wurde sie als Baroness Northchurch, of Chiswick in the County of Middlesex, zur Life Peeress erhoben. Die Eheleute waren damit eines der ganz wenigen Ehepaare, die gleichzeitig einen Sitz im House of Lords hatten.

## Liste der Viscounts Davidson (1937)
- John Colin Campbell Davidson, 1. Viscount Davidson (1889–1970)
- (John) Andrew Davidson, 2. Viscount Davidson (1928–2012)
- Malcolm William Mackenzie Davidson, 3. Viscount Davidson (1934–2019)
- (John) Nicolas Alexander Davidson, 4. Viscount Davidson (* 1971)

Aktuell existiert kein Titelerbe.